# Giro d’Italia 2010
93. edycja Giro d’Italia odbyła się od 8 do 30 maja 2010. Trasa włoskiego kolarskiego wyścigu, rozpoczęła się w Amsterdamie nieco ponad ośmiokilometrową jazdą indywidualną na czas i przebiegała w południowej części stolicy Holandii. Meta pierwszego etapu wyznaczona była w pobliżu Stadionu Olimpijskiego. Kolejne dwa etapy również odbywały się w Holandii, po czym od czwartego etapu rozpoczęto starty na włoskiej ziemi.
Wyścig zawitał do trzech państw: Holandii, Włoch oraz Szwajcarii (część szesnastego etapu). Łącznie kolarze pokonali 3433 kilometry w tym 69,1 w jazdach na czas. Odbyło się sześć etapów górskich, które zakończyły się górskimi finiszami (w tym jedna jazda indywidualna na czas), pięć etapów odbyło się na terenie pagórkowatym.
Wyścig zakończył się po 21 etapach. Meta wyznaczona została w Weronie.

## Uczestnicy
W wyścigu wystartowały 22 drużyny. Wśród nich znalazło się 15 z 18 członków UCI ProTour. Z grupy najlepszych drużyn kolarskich nie wystartowały Euskaltel-Euskadi, Française des Jeux oraz Team RadioShack. Ponadto startowało siedem drużyn reprezentujących Professional Continental Teams, czyli drużyny kontynentalne. Każda z drużyn wystawiła po 9 kolarzy, dzięki czemu w całym wyścigu stanęło na starcie 198 zawodników.
Oto lista drużyn uczestniczących w wyścigu:
| Nr      | Kod | Grupa                 |
| ------- | --- | --------------------- |
| 1-9     | BMC | BMC Racing Team       |
| 11-19   | ASA | Acqua & Sapone        |
| 21-29   | ALM | Ag2r-La Mondiale      |
| 31-39   | AND | Androni Giocattoli    |
| 41-49   | AST | Team Astana           |
| 51-59   | BTL | Bbox Bouygues Telecom |
| 61-69   | GCE | Caisse d'Epargne      |
| 71-79   | CTT | Cervélo TestTeam      |
| 81-89   | COF | Cofidis               |
| 91-99   | CSF | Colnago-CSF Inox      |
| 101-109 | FOT | Footon-Servetto       |

| Nr      | Kod | Grupa               |
| ------- | --- | ------------------- |
| 111-119 | GRM | Garmin-Transitions  |
| 121-129 | LAM | Lampre-Farnese Vini |
| 131-139 | LIQ | Liquigas-Doimo      |
| 141-149 | OLO | Omega Pharma-Lotto  |
| 151-159 | QST | Quick Step          |
| 161-169 | RAB | Rabobank            |
| 171-179 | SKY | Team Sky            |
| 181-189 | THR | Team HTC-Columbia   |
| 191-199 | KAT | Team Katusha        |
| 201-209 | MRM | Team Milram         |
| 211-219 | SAX | Team Saxo Bank      |

### Nieobecni
Zwycięzca z 2008 roku Alberto Contador pominął Giro, aby lepiej przygotować się do Tour de France, tak jak to uczynił w 2009 roku. W wyścigu nie wystartował również triumfator z 2009 roku Denis Mienszow. Ponieważ zespół RadioShack nie został zaproszony na Giro, w wyścigu nie wystartował także Lance Armstrong. Drużyna Amerykanina wzięła w tym czasie udział w Tour of California.

## Przebieg trasy
Przebieg trasy według La Gazzetta dello Sport:
| Etap | Data    | Trasa                                    | Dystans       | Typ           | Typ                        | Zwycięzca                  |               |
| ---- | ------- | ---------------------------------------- | ------------- | ------------- | -------------------------- | -------------------------- | ------------- |
| 1    | 8 maja  | Amsterdam - Amsterdam                    | 8,4 km        |               | Jazda indywidualna na czas | Bradley Wiggins (SKY)      |               |
| 2    | 9 maja  | Amsterdam - Utrecht                      | 209 km        |               | płaski                     | Tyler Farrar (GRM)         |               |
| 3    | 10 maja | Amsterdam - Middelburg                   | 224 km        |               | płaski                     | Wouter Weylandt (QST)      |               |
|      | 11 maja | Dzień przerwy                            | Dzień przerwy | Dzień przerwy | Dzień przerwy              | Dzień przerwy              | Dzień przerwy |
| 4    | 12 maja | Savigliano - Cuneo                       | 32,5 km       |               | Jazda drużynowa na czas    | Liquigas-Doimo             |               |
| 5    | 13 maja | Novara - Novi Ligure                     | 168 km        |               | płaski                     | Jérôme Pineau (QST)        |               |
| 6    | 14 maja | Fidenza - Marina di Carrara              | 166 km        |               | pagórkowaty                | Matthew Lloyd (OLO)        |               |
| 7    | 15 maja | Carrara - Montalcino                     | 215 km        |               | pagórkowaty                | Cadel Evans (BMC)          |               |
| 8    | 16 maja | Chianciano - Monte Terminillo            | 189 km        |               | górski                     | Chris Anker Sørensen (SAX) |               |
| 9    | 17 maja | Frosinone - Cava de’ Tirreni             | 188 km        |               | płaski                     | Matthew Harley Goss (THR)  |               |
| 10   | 18 maja | Avellino - Bitonto                       | 220 km        |               | płaski                     | Tyler Farrar (GRM)         |               |
| 11   | 19 maja | Lucera - L’Aquila                        | 256 km        |               | pagórkowaty                | Jewgienij Pietrow (KAT)    |               |
| 12   | 20 maja | Città Sant’Angelo - Porto Recanati       | 191 km        |               | płaski                     | Filippo Pozzato (KAT)      |               |
| 13   | 21 maja | Porto Recanati - Cesenatico              | 222 km        |               | pagórkowaty                | Manuel Belletti (CSF)      |               |
| 14   | 22 maja | Ferrara - Asolo (Monte Grappa)           | 201 km        |               | górski                     | Vincenzo Nibali (LIQ)      |               |
| 15   | 23 maja | Mestre - Zoncolan                        | 161 km        |               | górski                     | Ivan Basso (LIQ)           |               |
|      | 24 maja | Dzień przerwy                            | Dzień przerwy | Dzień przerwy | Dzień przerwy              | Dzień przerwy              | Dzień przerwy |
| 16   | 25 maja | San Vigilio di Marebbe - Plan de Corones | 12,9 km       |               | Jazda indywidualna na czas | Stefano Garzelli (ASA)     |               |
| 17   | 26 maja | Brunico - Pejo Terme                     | 174 km        |               | pagórkowaty                | Damien Monier (COF)        |               |
| 18   | 27 maja | Levico Terme - Brescia                   | 151 km        |               | płaski                     | André Greipel (THR)        |               |
| 19   | 28 maja | Brescia - Aprica                         | 195 km        |               | górski                     | Michele Scarponi (AND)     |               |
| 20   | 29 maja | Bormio - Passo del Tonale                | 178 km        |               | górski                     | Johann Tschopp (BTL)       |               |
| 21   | 30 maja | Werona - Werona                          | 15,3 km       |               | Jazda indywidualna na czas | Gustav Larsson (SAX)       |               |

## Etapy

### Etap 1 - 08.05:Amsterdam-Amsterdam, 8,4 km (Jazda indywidualna na czas)[6]
| Lp. | Zawodnik         | Zespół | Czas   |
| --- | ---------------- | ------ | ------ |
| 1   | Bradley Wiggins  | SKY    | 10'18" |
| 2   | Brent Bookwalter | BMC    | +2"    |
| 3   | Cadel Evans      | BMC    | +2"    |

| Lp. | Zawodnik         | Zespół | Czas   |
| --- | ---------------- | ------ | ------ |
| 1   | Bradley Wiggins  | SKY    | 10'18" |
| 2   | Brent Bookwalter | BMC    | + 2"   |
| 3   | Cadel Evans      | BMC    | + 2"   |

#### Miejsca Polaków
- 39. Maciej Bodnar (LIQ) +23"
- 100. Sylwester Szmyd (LIQ) +43"

### Etap 2 - 9.05:Amsterdam-Utrecht, 209 km[7]
| Lp. | Zawodnik       | Zespół | Czas      |
| --- | -------------- | ------ | --------- |
| 1   | Tyler Farrar   | GRM    | 4h 56'46" |
| 2   | Matthew Goss   | THR    | +0"       |
| 3   | Fabio Sabatini | LIQ    | +0"       |

| Lp. | Zawodnik            | Zespół | Czas      |
| --- | ------------------- | ------ | --------- |
| 1   | Cadel Evans         | BMC    | 5h 07'09" |
| 2   | Tyler Farrar        | GRM    | +1"       |
| 3   | Aleksandr Winokurow | AST    | +3"       |

#### Miejsca Polaków
- 100. Sylwester Szmyd (LIQ) +1'15"
- 195. Maciej Bodnar (LIQ) +6'24"

### Etap 3 - 10.05:Amsterdam-Middelburg, 224 km
| Lp. | Zawodnik        | Zespół | Czas    |
| --- | --------------- | ------ | ------- |
| 1   | Wouter Weylandt | QST    | 5:00:06 |
| 2   | Graeme Brown    | RAB    | +0"     |
| 3   | Robert Förster  | MRM    | +0"     |

| Lp. | Zawodnik            | Zespół | Czas     |
| --- | ------------------- | ------ | -------- |
| 1   | Aleksandr Winokurow | AST    | 10:07:18 |
| 2   | Richie Porte        | SAX    | +0"      |
| 3   | David Millar        | GRM    | +1"      |

#### Miejsca Polaków
- 131. Sylwester Szmyd (LIQ) +7'59"
- 138. Maciej Bodnar (LIQ) +7'59"

### Etap 4 - 12.05:Savigliano-Cuneo, 32,5 km (jazda drużynowa na czas)
| Lp. | Zawodnik       | Zespół | Czas  |
| --- | -------------- | ------ | ----- |
| 1   | Liquigas-Doimo | LIQ    | 36:37 |
| 2   | Team Sky       | SKY    | +13"  |
| 3   | Robert Förster | THR    | +21"  |

| Lp. | Zawodnik        | Zespół | Czas     |
| --- | --------------- | ------ | -------- |
| 1   | Vincenzo Nibali | LIQ    | 10:44:00 |
| 2   | Ivan Basso      | LIQ    | +13"     |
| 3   | Valerio Agnoli  | LIQ    | +20"     |

#### Miejsca Polaków
- 1. Sylwester Szmyd (LIQ) 36'37"
- 1. Maciej Bodnar (LIQ) 36'37"

### Etap 5 - 13.05:Novara-Novi Ligure, 168 km
| Lp. | Zawodnik        | Zespół | Czas    |
| --- | --------------- | ------ | ------- |
| 1   | Jérôme Pineau   | QST    | 3:45:59 |
| 2   | Julien Fuchard  | COF    | +0"     |
| 3   | Yukiya Arashiro | BTL    | +0"     |

| Lp. | Zawodnik        | Zespół | Czas     |
| --- | --------------- | ------ | -------- |
| 1   | Vincenzo Nibali | LIQ    | 14:30:03 |
| 2   | Ivan Basso      | LIQ    | +13"     |
| 3   | Valerio Agnoli  | LIQ    | +20"     |

#### Miejsca Polaków
- 120. Sylwester Szmyd (LIQ) +4"
- 129. Maciej Bodnar (LIQ) +4"

### Etap 6 - 14.05:Fidenza-Marina di Carrara, 166 km
| Lp. | Zawodnik           | Zespół | Czas    |
| --- | ------------------ | ------ | ------- |
| 1   | Matthew Lloyd      | OLO    | 4:24:20 |
| 2   | Rubens Bertogliati | AND    | +1'06"  |
| 3   | Danilo Hondo       | LAM    | +1'15"  |

| Lp. | Zawodnik        | Zespół | Czas     |
| --- | --------------- | ------ | -------- |
| 1   | Vincenzo Nibali | LIQ    | 18:55:38 |
| 2   | Ivan Basso      | LIQ    | +13"     |
| 3   | Valerio Agnoli  | LIQ    | +20"     |

#### Miejsca Polaków
- 87. Sylwester Szmyd (LIQ) +1'15"
- 163. Maciej Bodnar (LIQ) +14'09"

### Etap 7 - 15.05:Carrara-Montalcino, 215 km
| Lp. | Zawodnik            | Zespół | Czas    |
| --- | ------------------- | ------ | ------- |
| 1   | Cadel Evans         | BMC    | 5:13:36 |
| 2   | Damiano Cunego      | LAM    | +2"     |
| 3   | Aleksandr Winokurow | AST    | +2"     |

| Lp. | Zawodnik            | Zespół | Czas     |
| --- | ------------------- | ------ | -------- |
| 1   | Aleksandr Winokurow | AST    | 24:09:42 |
| 2   | Cadel Evans         | BMC    | +1'12"   |
| 3   | David Millar        | GRM    | +1'29"   |

#### Miejsca Polaków
- 74. Maciej Bodnar (LIQ) +17'21"
- 150. Sylwester Szmyd (LIQ) +24'24"

### Etap 8 - 16.05:Chianciano-Monte Terminillo, 189 km
| Lp. | Zawodnik             | Zespół | Czas    |
| --- | -------------------- | ------ | ------- |
| 1   | Chris Anker Sørensen | SAX    | 4:50:48 |
| 2   | Simone Stortoni      | CSF    | +30"    |
| 3   | Xavier Tondó         | CTT    | +36"    |

| Lp. | Zawodnik            | Zespół | Czas     |
| --- | ------------------- | ------ | -------- |
| 1   | Aleksandr Winokurow | AST    | 29:01:26 |
| 2   | Cadel Evans         | BMC    | +1'12"   |
| 3   | Vincenzo Nibali     | LIQ    | +1'33"   |

#### Miejsca Polaków
- 76. Sylwester Szmyd (LIQ) +12'23"
- 177. Maciej Bodnar (LIQ) +23'00"

### Etap 9 - 17.05:Frosinone-Cava de’ Tirreni, 188 km
| Lp. | Zawodnik            | Zespół | Czas    |
| --- | ------------------- | ------ | ------- |
| 1   | Matthew Harley Goss | THR    | 4:08:17 |
| 2   | Filippo Pozzato     | KAT    | +0"     |
| 3   | Tyler Farrar        | GRM    | +0"     |

| Lp. | Zawodnik            | Zespół | Czas     |
| --- | ------------------- | ------ | -------- |
| 1   | Aleksandr Winokurow | AST    | 33:09:43 |
| 2   | Cadel Evans         | BMC    | +1'12"   |
| 3   | Vincenzo Nibali     | LIQ    | +1'33"   |

#### Miejsca Polaków
- 155. Sylwester Szmyd (LIQ) +7'36"
- 172. Maciej Bodnar (LIQ) +7'36"

### Etap 10 - 18.05:Avellino-Bitonto, 220 km
| Lp. | Zawodnik       | Zespół | Czas    |
| --- | -------------- | ------ | ------- |
| 1   | Tyler Farrar   | GRM    | 5:49:14 |
| 2   | Fabio Sabatini | LIQ    | +0"     |
| 3   | Julian Dean    | GRM    | +0"     |

| Lp. | Zawodnik            | Zespół | Czas     |
| --- | ------------------- | ------ | -------- |
| 1   | Aleksandr Winokurow | AST    | 38:58:57 |
| 2   | Cadel Evans         | BMC    | +1'12"   |
| 3   | Vincenzo Nibali     | LIQ    | +1'33"   |

#### Miejsca Polaków
- 126. Sylwester Szmyd (LIQ) +31"
- 137. Maciej Bodnar (LIQ) +31"

### Etap 11 - 19.05:Lucera-L’Aquila, 226 km
| Lp. | Zawodnik          | Zespół | Czas    |
| --- | ----------------- | ------ | ------- |
| 1   | Jewgienij Pietrow | KAT    | 6:28:29 |
| 2   | Dario Cataldo     | QST    | +5"     |
| 3   | Carlos Sastre     | CTT    | +5"     |

| Lp. | Zawodnik           | Zespół | Czas     |
| --- | ------------------ | ------ | -------- |
| 1   | Richie Porte       | SAX    | 45:30:16 |
| 2   | David Arroyo       | GCE    | +1'42"   |
| 3   | Robert Kiserlovski | CTT    | +1'56"   |

#### Miejsca Polaków
- 123. Sylwester Szmyd (LIQ) +39'30"
- 157. Maciej Bodnar (LIQ) +46'31"

### Etap 12 - 20.05:Città Sant’Angelo-Porto Recanati, 191 km
| Lp. | Zawodnik        | Zespół | Czas    |
| --- | --------------- | ------ | ------- |
| 1   | Filippo Pozzato | KAT    | 5:15:50 |
| 2   | Thomas Voeckler | BTL    | +0"     |
| 3   | Jérôme Pineau   | QST    | +0"     |

| Lp. | Zawodnik           | Zespół | Czas     |
| --- | ------------------ | ------ | -------- |
| 1   | Richie Porte       | SAX    | 50:46:16 |
| 2   | David Arroyo       | GCE    | +1'42"   |
| 3   | Robert Kiserlovski | CTT    | +1'56"   |

#### Miejsca Polaków
- 110. Maciej Bodnar (LIQ) +36"
- 115. Sylwester Szmyd (LIQ) +36"

### Etap 13 - 21.05:Porto Recanati-Cesenatico, 222 km
| Lp. | Zawodnik        | Zespół | Czas    |
| --- | --------------- | ------ | ------- |
| 1   | Manuel Belletti | CSF    | 5:27:12 |
| 2   | Greg Henderson  | SKY    | +0"     |
| 3   | Iban Mayoz      | FOT    | +0"     |

| Lp. | Zawodnik           | Zespół | Czas     |
| --- | ------------------ | ------ | -------- |
| 1   | Richie Porte       | SAX    | 56:20:56 |
| 2   | David Arroyo       | GCE    | +1'42"   |
| 3   | Robert Kiserlovski | CTT    | +1'56"   |

#### Miejsca Polaków
- 122. Sylwester Szmyd (LIQ) +7'55"
- 135. Maciej Bodnar (LIQ) +7'55"

### Etap 14 - 22.05:Ferrara-Asolo (Monte Grappa), 201 km
| Lp. | Zawodnik         | Zespół | Czas    |
| --- | ---------------- | ------ | ------- |
| 1   | Vincenzo Nibali  | LIQ    | 4:57:51 |
| 2   | Ivan Basso       | LIQ    | +23"    |
| 3   | Michele Scarponi | AND    | +23"    |

| Lp. | Zawodnik     | Zespół | Czas     |
| --- | ------------ | ------ | -------- |
| 1   | David Arroyo | GCE    | 56:20:56 |
| 2   | Richie Porte | SAX    | +39"     |
| 3   | Xavier Tondó | CTT    | +2'12"   |

#### Miejsca Polaków
- 36. Sylwester Szmyd (LIQ) +11'53"
- 159. Maciej Bodnar (LIQ) +26'22"

### Etap 15 - 23.05:Mestre-Zoncolan, 161 km
| Lp. | Zawodnik         | Zespół | Czas    |
| --- | ---------------- | ------ | ------- |
| 1   | Ivan Basso       | LIQ    | 6:21:58 |
| 2   | Cadel Evans      | BMC    | +1'19"  |
| 3   | Michele Scarponi | AND    | +1'30"  |

| Lp. | Zawodnik     | Zespół | Czas     |
| --- | ------------ | ------ | -------- |
| 1   | David Arroyo | GCE    | 67:48:42 |
| 2   | Richie Porte | SAX    | +2'35"   |
| 3   | Ivan Basso   | LIQ    | +3'33"   |

#### Miejsca Polaków
- 44. Sylwester Szmyd (LIQ) +11'59"
- 131. Maciej Bodnar (LIQ) +28'02"

### Etap 16 - 25.05:San Vigilio di Marebbe-Plan de Corones, 12,9 km (jazda indywidualna na czas)
| Lp. | Zawodnik         | Zespół | Czas   |
| --- | ---------------- | ------ | ------ |
| 1   | Stefano Garzelli | ASA    | 41'28" |
| 2   | Cadel Evans      | BMC    | +42"   |
| 3   | John Gadret      | ALM    | +54"   |

| Lp. | Zawodnik     | Zespół | Czas     |
| --- | ------------ | ------ | -------- |
| 1   | David Arroyo | GCE    | 68:32:26 |
| 2   | Ivan Basso   | LIQ    | +2'27"   |
| 3   | Richie Porte | SAX    | +2'36"   |

#### Miejsca Polaków
- 15. Sylwester Szmyd (LIQ) +2'14"
- 105. Maciej Bodnar (LIQ) +5'56"

### Etap 17 - 26.05:Brunico-Pejo Terme, 174 km
| Lp. | Zawodnik          | Zespół | Czas     |
| --- | ----------------- | ------ | -------- |
| 1   | Damien Monier     | COF    | 4:29'19" |
| 2   | Steven Kruijswijk | RAB    | +36"     |
| 3   | Danilo Hondo      | LAM    | +39"     |

| Lp. | Zawodnik     | Zespół | Czas      |
| --- | ------------ | ------ | --------- |
| 1   | David Arroyo | GCE    | 73:11'38" |
| 2   | Ivan Basso   | LIQ    | +2'27"    |
| 3   | Richie Porte | SAX    | +2'44"    |

#### Miejsca Polaków
- 89. Sylwester Szmyd (LIQ) +13'46"
- 105. Maciej Bodnar (LIQ) +15'30"

### Etap 18 - 27.05:Levico Terme-Brescia, 151 km
| Lp. | Zawodnik             | Zespół | Czas     |
| --- | -------------------- | ------ | -------- |
| 1   | André Greipel        | THR    | 3:14'59" |
| 2   | Julian Dean          | GRM    | +0"      |
| 3   | Tiziano Dall'Antonia | LIQ    | +0"      |

| Lp. | Zawodnik     | Zespół | Czas      |
| --- | ------------ | ------ | --------- |
| 1   | David Arroyo | GCE    | 76:26'37" |
| 2   | Ivan Basso   | LIQ    | +2'27"    |
| 3   | Richie Porte | SAX    | +2'44"    |

#### Miejsca Polaków
- 20. Maciej Bodnar (LIQ) +0"
- 120. Sylwester Szmyd (LIQ) +21"

### Etap 19 - 28.05:Brescia-Aprica, 195 km
| Lp. | Zawodnik         | Zespół | Czas     |
| --- | ---------------- | ------ | -------- |
| 1   | Michele Scarponi | AND    | 5:27'04" |
| 2   | Ivan Basso       | LIQ    | +0"      |
| 3   | Vincenzo Nibali  | LIQ    | +0"      |

| Lp. | Zawodnik        | Zespół | Czas      |
| --- | --------------- | ------ | --------- |
| 1   | Ivan Basso      | LIQ    | 81:55'56" |
| 2   | David Arroyo    | GCE    | +51"      |
| 3   | Vincenzo Nibali | LIQ    | +2'30"    |

#### Miejsca Polaków
- 38. Sylwester Szmyd (LIQ) + 23'08"
- 125. Maciej Bodnar (LIQ) + 35'17"

### Etap 20 - 29.05:Bormio-Passo del Tonale, 178 km
| Lp. | Zawodnik       | Zespół | Czas     |
| --- | -------------- | ------ | -------- |
| 1   | Johann Tschopp | BTL    | 5:26'47" |
| 2   | Cadel Evans    | BMC    | +16"     |
| 3   | Ivan Basso     | LIQ    | +25"     |

| Lp. | Zawodnik        | Zespół | Czas      |
| --- | --------------- | ------ | --------- |
| 1   | Ivan Basso      | LIQ    | 81:55'56" |
| 2   | David Arroyo    | GCE    | +1'15"    |
| 3   | Vincenzo Nibali | LIQ    | +2'56"    |

#### Miejsca Polaków
- 42. Sylwester Szmyd (LIQ) +15'30"
- 126. Maciej Bodnar (LIQ) +37'54"

### Etap 21 - 30.05:Werona-Werona, 15,3 km (jazda indywidualna na czas)
| Lp. | Zawodnik            | Zespół | Czas   |
| --- | ------------------- | ------ | ------ |
| 1   | Gustav Larsson      | SAX    | 20'19" |
| 2   | Marco Pinotti       | THR    | +2"    |
| 3   | Aleksandr Winokurow | AST    | +17"   |

| Lp. | Zawodnik        | Zespół | Czas      |
| --- | --------------- | ------ | --------- |
| 1   | Ivan Basso      | LIQ    | 87:44'01" |
| 2   | David Arroyo    | GCE    | +1'51"    |
| 3   | Vincenzo Nibali | LIQ    | +2'37"    |

#### Miejsca Polaków
- 49. Maciej Bodnar (LIQ) +1'20"
- 83. Sylwester Szmyd (LIQ) +1'40"

## Posiadacze koszulek po poszczególnych etapach
| Etap | Zwycięzca            | Generalna Maglia rosa | Górska Maglia verde | Punktowa Maglia rossa | Młodzieżowa Maglia bianca | Trofeo Fast Team | Trofeo Super Team |
| ---- | -------------------- | --------------------- | ------------------- | --------------------- | ------------------------- | ---------------- | ----------------- |
| 1    | Bradley Wiggins      | Bradley Wiggins       | –                   | Bradley Wiggins       | Richie Porte              | Team Sky         | Team Sky          |
| 2    | Tyler Farrar         | Cadel Evans           | Paul Voss           | Tyler Farrar          | Richie Porte              | Team Saxo Bank   | Team Sky          |
| 3    | Wouter Weylandt      | Aleksandr Winokurow   | Paul Voss           | Graeme Brown          | Richie Porte              | Milram Team      | Milram Team       |
| 4    | Liquigas-Doimo       | Vincenzo Nibali       | Paul Voss           | Graeme Brown          | Valerio Agnoli            | Liquigas-Doimo   | Team HTC-Columbia |
| 5    | Jérôme Pineau        | Vincenzo Nibali       | Paul Voss           | Jérôme Pineau         | Valerio Agnoli            | Liquigas-Doimo   | Team HTC-Columbia |
| 6    | Matthew Lloyd        | Vincenzo Nibali       | Matthew Lloyd       | Tyler Farrar          | Valerio Agnoli            | Liquigas-Doimo   | Team HTC-Columbia |
| 7    | Cadel Evans          | Aleksandr Winokurow   | Matthew Lloyd       | Tyler Farrar          | Richie Porte              | Team Saxo Bank   | Team HTC-Columbia |
| 8    | Chris Anker Sørensen | Aleksandr Winokurow   | Matthew Lloyd       | Cadel Evans           | Richie Porte              | Liquigas-Doimo   | Team HTC-Columbia |
| 9    | Matthew Harley Goss  | Aleksandr Winokurow   | Matthew Lloyd       | Tyler Farrar          | Richie Porte              | Liquigas-Doimo   | Team HTC-Columbia |
| 10   | Tyler Farrar         | Aleksandr Winokurow   | Matthew Lloyd       | Tyler Farrar          | Richie Porte              | Liquigas-Doimo   | Team HTC-Columbia |
| 11   | Jewgienij Pietrow    | Richie Porte          | Matthew Lloyd       | Tyler Farrar          | Richie Porte              | Team Saxo Bank   | Team HTC-Columbia |
| 12   | Filippo Pozzato      | Richie Porte          | Matthew Lloyd       | Jérôme Pineau         | Richie Porte              | Team Saxo Bank   | Team HTC-Columbia |
| 13   | Manuel Belletti      | Richie Porte          | Matthew Lloyd       | Jérôme Pineau         | Richie Porte              | Team Saxo Bank   | Team HTC-Columbia |
| 14   | Vincenzo Nibali      | David Arroyo          | Matthew Lloyd       | Aleksandr Winokurow   | Richie Porte              | Liquigas-Doimo   | Team HTC-Columbia |
| 15   | Ivan Basso           | David Arroyo          | Matthew Lloyd       | Cadel Evans           | Richie Porte              | Liquigas-Doimo   | Liquigas-Doimo    |
| 16   | Stefano Garzelli     | David Arroyo          | Matthew Lloyd       | Cadel Evans           | Richie Porte              | Liquigas-Doimo   | Liquigas-Doimo    |
| 17   | Damien Monier        | David Arroyo          | Matthew Lloyd       | Cadel Evans           | Richie Porte              | Liquigas-Doimo   | Liquigas-Doimo    |
| 18   | André Greipel        | David Arroyo          | Matthew Lloyd       | Cadel Evans           | Richie Porte              | Liquigas-Doimo   | Liquigas-Doimo    |
| 19   | Michele Scarponi     | Ivan Basso            | Ivan Basso          | Cadel Evans           | Richie Porte              | Liquigas-Doimo   | Liquigas-Doimo    |
| 20   | Johann Tschopp       | Ivan Basso            | Matthew Lloyd       | Cadel Evans           | Richie Porte              | Liquigas-Doimo   | Liquigas-Doimo    |
| 21   | Gustav Larsson       | Ivan Basso            | Matthew Lloyd       | Cadel Evans           | Richie Porte              | Liquigas-Doimo   | Liquigas-Doimo    |

## Klasyfikacje[8]
| Poz. | Zawodnik            | Drużyna | Czas      |
| ---- | ------------------- | ------- | --------- |
| 1    | Ivan Basso          | LIQ     | 87.44'01” |
| 2    | David Arroyo        | GCE     | + 1'51"   |
| 3    | Vincenzo Nibali     | LIQ     | + 2'37"   |
| 4    | Michele Scarponi    | AND     | + 2'50"   |
| 5    | Cadel Evans         | BMC     | + 3'27"   |
| 6    | Aleksandr Winokurow | AST     | + 7'06"   |
| 7    | Richie Porte        | SAX     | + 7'22"   |
| 8    | Carlos Sastre       | CTT     | + 9'39"   |
| 9    | Marco Pinotti       | THR     | + 14'20"  |
| 10   | Robert Kiserlovski  | LIQ     | + 14'51"  |

| Poz. | Zawodnik            | Drużyna | Punkty |
| ---- | ------------------- | ------- | ------ |
| 1    | Cadel Evans         | BMC     | 150    |
| 2    | Aleksandr Winokurow | AST     | 128    |
| 3    | Vincenzo Nibali     | LIQ     | 116    |
| 4    | Michele Scarponi    | AND     | 110    |
| 5    | Ivan Basso          | LIQ     | 105    |

| Poz. | Zawodnik         | Drużyna | Punkty |
| ---- | ---------------- | ------- | ------ |
| 1    | Matthew Lloyd    | OLO     | 56     |
| 2    | Ivan Basso       | LIQ     | 41     |
| 3    | Johann Tschopp   | BTL     | 38     |
| 4    | Cadel Evans      | BMC     | 35     |
| 5    | Michele Scarponi | AND     | 25     |

| Poz. | Zawodnik           | Drużyna | Czas      |
| ---- | ------------------ | ------- | --------- |
| 1    | Richie Porte       | SAX     | 87:51'23” |
| 2    | Robert Kiserlovski | LIQ     | + 7'29"   |
| 3    | Bauke Mollema      | RAB     | + 12'19"  |
| 4    | Steven Kruijswijk  | RAB     | + 30'05"  |
| 5    | Francis De Greef   | OLO     | + 42'46"  |